# Streeter (Dakota del Nord)
Streeter è un centro abitato (city) degli Stati Uniti d'America, situato nella Contea di Stutsman nello Stato del Dakota del Nord. Nel censimento del 2000 la popolazione era di 172 abitanti. La città è stata fondata nel 1905.

## Geografia fisica
Secondo i rilevamenti dell'United States Census Bureau, la località di Streeter si estende su una superficie di 0,90 km², tutti occupati da terre.

## Popolazione
Secondo il censimento del 2000, a Streeter vivevano 172 persone, ed erano presenti 46 gruppi familiari. La densità di popolazione era di 196 ab./km². Nel territorio comunale si trovavano 125 unità edificate. Per quanto riguarda la composizione etnica degli abitanti, il 99,42% era bianco e lo 0,58% era nativo.
Per quanto riguarda la suddivisione della popolazione in fasce d'età, il 20,9% era al di sotto dei 18, il 4,7% fra i 18 e i 24, il 16,3% fra i 25 e i 44, il 22,7% fra i 45 e i 64, mentre infine il 35,5% era al di sopra dei 65 anni di età. L'età media della popolazione era di 56 anni. Per ogni 100 donne residenti vivevano 95,5 maschi.